# Statistiche del Campionato mondiale Supersport 300
In questa pagina vengono riportate le statistiche inerenti al campionato mondiale Supersport 300, suddivise principalmente in tre grandi macroaree: statistiche per pilota e nazionalità dei piloti, statistiche per casa motociclistica. Tutte le statistiche vengono compilate tenendo in considerazione i dati solamente quando la stagione agonistica è terminata (pertanto i dati sono elaborati a conclusione della stagione 2024).

## Titoli mondiali

### Piloti
Fonte:  Albo d'oro mondiale Supersport 300, su worldsbk.com, Dorna Sports S.L.
Nella tabella sottostante vengono riportati i piloti che hanno ottenuto titoli iridati nel campionato mondiale Supersport 300. Il pilota che ha ottenuto più titoli è il neerlandese Jeffrey Buis con due titoli mondiali. Altri sei piloti: cinque spagnoli ed un indonesiano, hanno vinto un'edizione.
| Pilota              | Edizioni   | Totale |
| ------------------- | ---------- | ------ |
| Jeffrey Buis        | 2020, 2023 | 2      |
| Marc García         | 2017       | 1      |
| Ana Carrasco        | 2018       | 1      |
| Manuel González     | 2019       | 1      |
| Adrián Huertas      | 2021       | 1      |
| Álvaro Díaz         | 2022       | 1      |
| Aldi Satya Mahendra | 2024       | 1      |

### Nazioni
In questa sotto-sezione le vittorie dei titoli mondiali ottenute dai piloti vengono classificate in base alla loro nazionalità.
| Nazione     | Numero Piloti | Edizioni                     | Totale |
| ----------- | ------------- | ---------------------------- | ------ |
| Spagna      | 5             | 2017, 2018, 2019, 2021, 2022 | 5      |
| Paesi Bassi | 1             | 2020, 2023                   | 2      |
| Indonesia   | 1             | 2024                         | 1      |

### Costruttori
In questa sotto-sezione vengono indicate le case costruttrici vincenti per: titolo piloti, titolo costruttori e titoli complessivi.
| Costruttore | Titoli Piloti | Titoli Piloti                | Titoli Costruttori | Titoli Costruttori                 | Totale |
| Costruttore | N.            | Edizioni                     | N.                 | Edizioni                           | Totale |
| ----------- | ------------- | ---------------------------- | ------------------ | ---------------------------------- | ------ |
| Kawasaki    | 5             | 2018, 2019, 2020, 2021, 2023 | 6                  | 2018, 2019, 2020, 2021, 2023, 2024 | 11     |
| Yamaha      | 3             | 2017, 2022, 2024             | 2                  | 2017, 2022                         | 5      |

## Vincitori di Gran Premi
Nelle tabelle sottostanti vengono riportati i piloti che hanno ottenuto vittorie nei Gran Premi del campionato mondiale Supersport 300, le vittorie nei Gran Premi classificate in base alla nazionalità dei piloti e quelle per costruttore. I piloti ad aver ottenuto più vittorie sono Jeffrey Buis con 13 successi seguito da Ana Carrasco, Marc García e Mirko Gennai con 7 successi. Per quanto concerne la Carrasco, le vittorie sono state ottenute tutte con motociclette Kawasaki. Le nazioni più vincenti sono la Spagna con 38 gare vinte, seguita dai Paesi Bassi con 29 e dall'Italia con 15.

### Piloti
Per i piloti che hanno vinto gare con più di una casa, viene indicato per primo il costruttore con cui è stata ottenuta la prima vittoria; tra parentesi le vittorie totali per costruttore.
| Pilota                | Vittorie | Moto                     |
| --------------------- | -------- | ------------------------ |
| Jeffrey Buis          | 13       | Kawasaki (11), KTM (2)   |
| Ana Carrasco          | 7        | Kawasaki                 |
| Marc García           | 7        | Yamaha (5), Kawasaki (2) |
| Mirko Gennai          | 7        | Yamaha (4), Kawasaki (3) |
| Scott Deroue          | 6        | Kawasaki                 |
| Adrián Huertas        | 6        | Kawasaki                 |
| Victor Steeman        | 5        | KTM (1), Kawasaki (4)    |
| Bahattin Sofuoğlu     | 4        | Yamaha                   |
| Tom Booth-Amos        | 3        | Kawasaki                 |
| Manuel González       | 3        | Kawasaki                 |
| Mika Pérez            | 3        | Honda (2), Kawasaki (1)  |
| Matteo Vannucci       | 3        | Yamaha                   |
| Loris Veneman         | 3        | Kawasaki                 |
| Iñigo Iglesias        | 3        | Kawasaki                 |
| Samuel Di Sora        | 2        | Kawasaki                 |
| Álvaro Díaz           | 2        | Yamaha                   |
| Dirk Geiger           | 2        | Kawasaki (1), KTM (1)    |
| Galang Hendra Pratama | 2        | Yamaha                   |
| Bruno Ieraci          | 2        | Kawasaki                 |
| Koen Meuffels         | 2        | KTM (1), Kawasaki (1)    |
| Yuta Okaya            | 2        | Kawasaki                 |
| Petr Svoboda          | 2        | Kawasaki                 |
| Aldi Satya Mahendra   | 2        | Yamaha                   |
| Daniel Mogeda         | 2        | Kawasaki                 |
| Manuel Bastianelli    | 1        | Kawasaki                 |
| Alfonso Coppola       | 1        | Yamaha                   |
| Hugo De Cancellis     | 1        | Kawasaki                 |
| Luca Grünwald         | 1        | KTM                      |
| Lennox Lehmann        | 1        | KTM                      |
| Unai Orradre          | 1        | Yamaha                   |
| Kevin Sabatucci       | 1        | Yamaha                   |
| Daniel Valle          | 1        | Yamaha                   |
| Unai Calatayud        | 1        | Yamaha                   |
| David Salvador        | 1        | Yamaha                   |
| Julio García          | 1        | Kove                     |

### Nazioni
In questa sotto-sezione le vittorie nei singoli Gran Premi ottenute dai piloti vengono classificate in base alla loro nazionalità.
| Nazione     | Numero Piloti | Vittorie |
| ----------- | ------------- | -------- |
| Spagna      | 13            | 38       |
| Paesi Bassi | 5             | 29       |
| Italia      | 6             | 15       |
| Germania    | 3             | 4        |
| Turchia     | 1             | 4        |
| Francia     | 2             | 3        |
| Indonesia   | 2             | 4        |
| Regno Unito | 1             | 3        |
| Rep. Ceca   | 1             | 2        |
| Giappone    | 1             | 2        |

### Costruttori
| Costruttore | Vittorie | Moto                  |
| ----------- | -------- | --------------------- |
| Kawasaki    | 66       | Ninja 300 e Ninja 400 |
| Yamaha      | 28       | YZF-R3                |
| KTM         | 7        | RC 390 R              |
| Honda       | 2        | CBR500R               |
| Kove        | 1        | 321RR e 321RR-S       |

## Qualificazione in Pole Position
Nelle tabelle sottostanti vengono riportati i piloti che hanno fatto siglare almeno una Pole position nel campionato mondiale Supersport 300, le pole in base alla nazionalità dei piloti e quelle dei costruttori. I piloti ad essere partiti più volte dalla prima casella sono Victor Steeman con 6 pole seguito da Mika Pérez con 5. Le nazioni con più pole sono la Spagna con 22, seguita dai Paesi Bassi con 14 e dall'Italia con 7.

### Piloti
Per i piloti che hanno ottenuto pole position con più di una casa, viene indicato per primo il costruttore con cui è stata ottenuta la prima pole; tra parentesi le pole totali per costruttore.
| Pilota                | Pole Position | Moto                    |
| --------------------- | ------------- | ----------------------- |
| Victor Steeman        | 6             | KTM (3), Kawasaki (3)   |
| Mika Pérez            | 5             | Honda (2), Kawasaki (3) |
| Ana Carrasco          | 3             | Kawasaki                |
| Alfonso Coppola       | 3             | Yamaha                  |
| Scott Deroue          | 3             | Kawasaki                |
| Dirk Geiger           | 3             | Kawasaki (1), KTM (2)   |
| Manuel González       | 3             | Kawasaki                |
| Galang Hendra Pratama | 3             | Yamaha                  |
| Adrián Huertas        | 3             | Kawasaki                |
| Matteo Vannucci       | 3             | Yamaha                  |
| Loris Veneman         | 3             | Kawasaki                |
| Tom Booth-Amos        | 2             | Kawasaki                |
| Jeffrey Buis          | 2             | Kawasaki                |
| Marc García           | 2             | Yamaha                  |
| Ton Kawakami          | 2             | Yamaha                  |
| Yuta Okaya            | 2             | Kawasaki                |
| José Pérez González   | 2             | Kawasaki                |
| Bahattin Sofuoğlu     | 2             | Yamaha                  |
| Tom Edwards           | 1             | Kawasaki                |
| Iñigo Iglesias        | 1             | Kawasaki                |
| Nick Kalinin          | 1             | Kawasaki                |
| Meikon Kawakami       | 1             | Yamaha                  |
| Humberto Maier        | 1             | Yamaha                  |
| Alan Muel             | 1             | Yamaha                  |
| Kevin Sabatucci       | 1             | Kawasaki                |
| Borja Sanchez         | 1             | Yamaha                  |
| Julio García          | 1             | Kove                    |
| Fenton Seabright      | 1             | Kawasaki                |
| Daniel Mogeda         | 1             | Kawasaki                |
| Aldi Satya Mahendra   | 1             | Yamaha                  |
| Carter Thompson       | 1             | Kawasaki                |

### Nazioni
In questa sotto-sezione le Pole position ottenute dai piloti vengono classificate in base alla loro nazionalità.
| Nazione     | Numero Piloti | Pole Position |
| ----------- | ------------- | ------------- |
| Spagna      | 10            | 22            |
| Paesi Bassi | 4             | 14            |
| Italia      | 3             | 7             |
| Brasile     | 3             | 4             |
| Germania    | 1             | 3             |
| Indonesia   | 2             | 4             |
| Giappone    | 1             | 2             |
| Regno Unito | 2             | 3             |
| Turchia     | 1             | 2             |
| Australia   | 2             | 2             |
| Francia     | 1             | 1             |
| Ucraina     | 1             | 1             |

### Costruttori
| Costruttore | Pole Position | Moto                  |
| ----------- | ------------- | --------------------- |
| Kawasaki    | 37            | Ninja 300 e Ninja 400 |
| Yamaha      | 20            | YZF-R3                |
| KTM         | 5             | RC 390 R              |
| Honda       | 2             | CBR500R               |
| Kove        | 1             | 321RR e 321RR-S       |